# Ambohimiera
Ambohimiera is een plaats en gemeente in Madagaskar gelegen in het district Ifanadiana van de regio Vatovavy-Fitovinany. Er woonden bij de volkstelling in 2001 ongeveer 11.000 mensen.
In de plaats is basisonderwijs beschikbaar. 95% van de bevolking is landbouwer. Het belangrijkste gewas is cassave en rijst, maar er wordt ook bananen, koffie en suikerriet verbouwd. 5% van de bevolking is werkzaam in de dienstensector.